# IC 276
IC 276 је лентикуларна галаксија у сазвјежђу Еридан која се налази на листи објеката дубоког неба у Индекс каталогу.
Деклинација објекта је - 15° 42' 12" а ректасцензија 2h 58m 41,0s. Привидна величина (магнитуда) објекта IC 276 износи 13,1 а фотографска магнитуда 14,1. IC 276 је још познат и под ознакама MCG -3-8-54, PGC 11264.